# AS Monaco (Basketball)
Die AS Monaco Basket ist eine Basketballmannschaft, die zum monegassischen Fußballverein AS Monaco gehört. Die Mannschaft spielt im französischen Ligasystem (LNB Pro A).

## Geschichte

### Anfänge (1924–1976)
Die Basketballmannschaft wurde 1924 ins Leben gerufen und damit fünf Jahre nachdem der Stammverein gegründet wurde. Der größte Erfolg wurde 1950 gefeiert, als das Team französischer Vizemeister wurde. Nachdem man die B-Gruppe der damals in zwei Gruppen gesplitteten regulären Saison gewonnen hatte, setzte sich die Mannschaft im Halbfinale in den Play-offs um die Meisterschaft gegen Paris Basket Racing durch und zog ins Finale ein. Dieses ging mit 40:52 gegen ASVEL Lyon verloren.
An der ersten professionellen Basketball-Liga in Frankreich, der Nationale 1, die 1963 gegründet wurde, nahm der AS Monaco erstmals in der Saison 1973/74 teil und wurde Neunter, woraufhin es am Korać-Cup teilnehmen durfte, dort bis unter die letzten 16 gelang. Auch bedingt durch die Doppelbelastung wurde das Team in der nationalen Liga nur 13. und stieg ab.

### Erfolgreiche Zeiten (1976–1991)
Zwischen 1976 und 1991 war der Verein ein festes Mitglied der höchsten Spielklasse, die 1987 in LNB Pro A umbenannt wurde. Bis 1986 belegte die Mannschaft stets einen Platz im gesicherten Mittelfeld, nur 1982 wurde der vierte Platz erreicht, woraufhin die nächste Teilnahme am Korać-Cup folgte. Wieder erreichte Monaco die Top 16, wurde in der Gruppe Zweiter hinter MBK Dynamo Moskau und verpasste das Halbfinale nur knapp.
1983 erreichte der Verein das Finale im Coupe de la Fédération, dem viermalig ausgetragenen Pokal für die besten Teams Frankreichs. Das Spiel ging gegen CSP Limoges mit 81:96 verloren. Da Limoges in der Spielzeit auch Meister wurde und am Landesmeisterpokal teilnahm, bekam Monaco den Platz im Europapokal der Pokalsieger, wo man im Achtelfinale an BSC Saturn Köln scheiterte.
In der Saison 1986/87 wurde die Mannschaft Zweiter der regulären Saison und ging mit guten Voraussetzungen in die Play-offs um die Meisterschaft. Im Viertelfinale besiegte man ESM Challans und war so nah am Titelgewinn wie nie zuvor. Im Halbfinale traf das Team nun erneut auf Limoges CSP und verlor das Hinspiel auswärts mit 98:106. Das Rückspiel im heimischen Monaco hätte mit neun Korbpunkten gewonnen werden müssen, um ins Endspiel einzuziehen. Tatsächlich führte der AS Monaco lange, letztendlich reichte es aber nur zu einem 96:96-Unentschieden, womit der Finaleinzug verpasst wurde. In der Saison darauf wurde man erneut Zweiter der Vorrunde, scheiterte in den Play-offs aber schon im Viertelfinale an ABC Nantes.

### Abstieg in die unteren Ligen (1991–2015)
Nachdem Monaco in der Saison 1990/91 mit nur drei Siegen letzter der Pro A wurde und in die Zweitklassigkeit abgestiegen war, wurde eine Rückkehr in die höchste Liga lange Zeit nicht mehr erreicht. Zeitweise spielte der Klub in der Nationale 1, der dritten Spielklasse.

### Wiederaufstieg in die 1. Liga (seit 2015)
In der Saison 2014/15 feierte Monaco die Meisterschaft in der zweithöchsten Spielklasse LNB Pro B. Damit sicherte man sich nach 24 Jahren den Wiederaufstieg in die erste französische Liga, LNB Pro A, an. 2023 wurde die von Trainer Saša Obradović betreute Mannschaft erstmals französischer Meister, nachdem sie im vorherigen Verlauf der Saison 2022/23 schon Dritter der EuroLeague geworden war.
Im November 2024 trennten sich die AS Monaco und Obradović in beiderseitigem Einvernehmen. Der Interimstrainer wurde Manutschar Markoischwili.

## Aktueller Kader
| Nr. | Nat.               | Name               | Position | Geburt     | Größe  | Info |
| --- | ------------------ | ------------------ | -------- | ---------- | ------ | ---- |
| 0   | Frankreich         | Élie Okobo         | Guard    | 23.10.1997 | 191 cm |      |
| 4   | Vereinigte Staaten | Jaron Blossomgame  | Forward  | 16.09.1993 | 200 cm |      |
| 5   | Frankreich         | Yoan Makoundou     | Center   | 09.08.2000 | 207 cm |      |
| 8   | Vereinigte Staaten | Jordan Loyd        | Guard    | 27.07.1993 | 193 cm |      |
| 10  | Deutschland        | Daniel Theis       | Center   | 04.04.1992 | 203 cm |      |
| 11  | /                  | Alpha Diallo       | Forward  | 29.06.1997 | 201 cm |      |
| 13  | Vereinigte Staaten | Kevarrius Hayes    | Center   | 05.03.1997 | 206 cm |      |
| 20  | Litauen            | Donatas Motiejūnas | Center   | 20.09.1990 | 213 cm |      |
| 22  | /                  | Terry Tarpey       | Guard    | 02.03.1994 | 204 cm |      |
| 23  | Frankreich         | Juhann Bégarin     | Guard    | 07.08.2002 | 196 cm |      |
| 32  | Frankreich         | Matthew Strazel    | Guard    | 05.08.2002 | 184 cm |      |
| 33  | /                  | Nick Calathes      | Guard    | 07.02.1989 | 196 cm |      |
| 33  | /                  | Nikola Mirotić     | Forward  | 11.02.1991 | 208 cm |      |
| 55  | Vereinigte Staaten | Mike James         | Guard    | 18.08.1990 | 185 cm | C    |

| Nat.         | Name                     | Position       |
| ------------ | ------------------------ | -------------- |
| Griechenland | Vasilios Spanoulis       | Head Coach     |
| Griechenland | Ilias Kantzouris         | Assistenzcoach |
| Georgien     | Manutschar Markoischwili | Assistenzcoach |
| Griechenland | Kostas Charalampidis     | Assistenzcoach |
| Ukraine      | Sergiy Gladyr            | Assistenzcoach |
| Ukraine      | Oleksiy Yefimov          | Team Manager   |
| Litauen      | Sigitas Kavaliauskas     | Fitnesstrainer |

| Abk. | Bedeutung                       |
| ---- | ------------------------------- |
| Nr.  | Trikotnummer                    |
| Nat. | Nationalität                    |
| C    | Mannschaftskapitän              |
| S    | Suspension                      |
|      | Verletzungsbedingte Inaktivität |

## Halle
Der Verein trägt seine Heimspiele in der Mehrzweckhalle Salle Gaston Médecin aus.

## Erfolge
- EuroCup: 2021
- Französischer Meister: 2023, 2024
- Französischer Pokalsieger: 2023
- Sieger Leaders Cup: 2016, 2017, 2018